# Franco Munari
Franco Munari (* 9. Februar 1920 in Pernumia bei Padua; † 29. März 1995 in Berlin) war ein italienischer klassischer Philologe.

## Leben
Franco Munari, der Sohn eines Landarztes, hatte eine außerordentliche Begabung für die Klassischen Sprachen und veröffentlichte bereits 1934, mit 14 Jahren, eine Versübersetzung von Vergils Aeneis. Im Alter von 15 Jahren bestand Munari die Aufnahmeprüfung an der Scuola Normale Superiore an der Universität Florenz und studierte Klassische Philologie, Archäologie und Alte Geschichte. Besonders prägend war für ihn der Philologieprofessor Giorgio Pasquali, bei dem Munari im Sommer 1939 promoviert wurde – im Alter von 19 Jahren. Anschließend arbeitete er ein Jahr lang als unbezahlter Assistent Pasqualis an der Universität Florenz.
Beim italienischen Eintritt in den Zweiten Weltkrieg (1940) unterbrach Munari seine akademische Laufbahn und nahm als Offizier der Alpini am Krieg teil. Nach dem Waffenstillstand zwischen den Alliierten und Italien wurde er 1943 von den Deutschen gefangen genommen und bis zum Oktober 1945 in einem Internierungslager festgehalten.
Erst 1946 nahm Munari seine Lehrtätigkeit an der Universität Florenz wieder auf. Bis 1950 arbeitete er wiederum als Assistent für Pasquali, mit einer Unterbrechung von 1948 bis 1949, als er sich als British Council Scholar an der Universität Oxford aufhielt. Hier lernte er den Philologen Eduard Fraenkel kennen, mit dem ihn eine lange Freundschaft verband. Trotz der Fürsprache Fraenkels und Pasqualis gelang es Munari nicht, in Italien eine Professur für Klassische Philologie zu erhalten. 1950 ging er nach Schweden und arbeitete als Lektor für Italienisch an den Universitäten zu Uppsala und Stockholm. Den Kontakt zu seinen Freunden und Verwandten in Italien brach er sein Leben lang nicht ab. In Schweden heiratete Munari seine Frau Maj (1917–2005). 1955 wurde er in Florenz für das Fach Lateinische Literatur habilitiert. Durch die Hilfe Eduard Fraenkels und Wolfgang Schmids von der Universität Bonn konnte sich Munari 1957 dorthin umhabilitieren und sein Lektorat in Schweden aufgeben. Seine Bonner venia legendi hatte die Beschreibung Klassische Philologie mit Einschluss des Spät- und Mittellateins.
Im Juni 1961 wurde Munari in Bonn zum außerplanmäßigen Professor ernannt. Gleichzeitig erreichte ihn ein Ruf der Freien Universität Berlin auf den Lehrstuhl für Klassische Philologie, der durch den Tod Georg Rohdes vakant geworden war. Munari nahm den Ruf an und begann seine Berliner Lehrtätigkeit im Sommersemester 1962. Er unterrichtete mehr als ein Vierteljahrhundert an dieser Universität und lehnte während dieser Zeit verschiedene Rufe an andere Universitäten ab: 1964 Pavia, Messina und Florenz, 1965 Yale und Chapel Hill, 1966 Bochum und 1969 Hamburg. Am 31. März 1988, dem spätestmöglichen Zeitpunkt, ließ sich Munari emeritieren.
Im Frühjahr 1995 starb Munari im Alter von 75 Jahren nach längerer Krankheit. Er wurde im Grab seiner Familie in Gallio bei Asiago beigesetzt. Seine Bibliothek erwarb die Universität Greifswald.